# Lista över officiella besök genomförda av påven Johannes Paulus II utanför Italien
Detta är en lista över officiella besök genomförda av påven Johannes Paulus II utanför Italien.

## Lista
1. 25 januari - 1 februari 1979 - Dominikanska republiken, Mexiko, Bahamas
2. 2 juni - 10 juni 1979 - Polen
3. 29 september - 8 oktober 1979 - Irland och USA
4. 28 november - 30 november 1979 - Turkiet
5. 2 maj - 12 maj 1980 - Zaire, Republiken Kongo, Kenya, Ghana, Burkina Faso, Elfenbenskusten
6. 30 maj - 2 juni 1980 - Frankrike
7. 30 juni - 12 juli 1980 - Brasilien
8. 15 november - 19 november 1980 - Tyskland
9. 16 februari - 27 februari 1981 - Pakistan, Filippinerna, Guam (USA), Japan, Anchorage (USA)
10. 12 februari - 19 februari 1982 - Nigeria, Benin, Gabon, Ekvatorialguinea
11. 12 maj - 15 maj 1982 - Portugal
12. 28 maj - 2 juni 1982 - Storbritannien
13. 10 juni - 13 juni 1982 - Rio de Janeiro (Brasilien), Argentina
14. 15 juni 1982 - Genève (Schweiz)
15. 29 augusti 1982 - San Marino
16. 31 oktober - 9 november 1982 - Spanien
17. 2 mars - 10 mars 1983 - Lissabon (Portugal), Costa Rica, Nicaragua, Panama, El Salvador, Guatemala, Belize, Haiti
18. 16 juni - 23 juni 1983 - Polen
19. 14 augusti - 15 augusti 1983 - Lourdes (Frankrike)
20. 10 september - 13 september 1983 - Österrike
21. 2 maj - 12 maj 1984 - Fairbanks (USA), Sydkorea, Papua Nya Guinea, Salomonöarna, Thailand
22. 12 juni - 17 juni 1984 - Schweiz
23. 9 september - 21 september 1984 - Kanada
24. 10 oktober - 13 oktober 1984 - Zaragoza (Spanien), Santo Domingo (Dominikanska republiken), San Juan (Puerto Rico)
25. 26 januari - 6 februari 1985 - Peru, Ecuador, Venezuela, Trinidad och Tobago
26. 11 maj - 21 maj 1985 - Nederländerna, Luxemburg, Belgien
27. 8 augusti - 19 augusti 1985 - Togo, Elfenbenskusten, Kamerun, Centralafrikanska republiken, Zaire, Kenya, Marocko
28. 8 september 1985 - Kloten (Schweiz), Liechtenstein
29. 31 januari - 11 februari 1986 - Indien
30. 1 juli - 8 juli 1986 - Saint Lucia, Colombia
31. 4 oktober - 7 oktober 1986 - Frankrike
32. 18 november - 1 december 1986 - Bangladesh, Singapore, Fiji, Nya Zeeland, Australien, Seychellerna
33. 31 mars - 13 april 1987 - Chile, Uruguay, Argentina
34. 30 april - 4 maj 1987 - Tyskland
35. 8 juni - 14 juni 1987 - Polen (städer: Warszawa, Lublin, Tarnów, Kraków, Szczecin, Gdynia, Gdańsk, Częstochowa, Łódź, Warszawa)
36. 10 september - 21 september 1987 - USA (bland annat New Orleans), Fort Simpson (Kanada)
37. 7 maj - 18 maj 1988 - Uruguay, Bolivia, Lima (Peru), Paraguay, Curaçao
38. 23 juni - 27 juni 1988 - Österrike
39. 10 september - 19 september 1988 - Zimbabwe, Botswana, Lesotho, Swaziland, Moçambique
40. 8 oktober - 11 oktober 1988 - Frankrike
41. 28 april - 6 maj 1989 - Madagaskar, Réunion, Zambia, Malawi
42. 1 juni - 10 juni 1989 - Norge, Island, Finland, Danmark, Sverige
43. 19 augusti - 21 augusti 1989 - Santiago de Compostela och Asturias (i Spanien)
44. 6 oktober - 16 oktober 1989 - Seoul (Sydkorea), Indonesien (Östtimor), Mauritius
45. 25 januari - 1 februari 1990 - Kap Verde, Guinea-Bissau, Mali, Burkina Faso, Tchad
46. 21 april - 22 juni 1990 - Tjeckoslovakien
47. 6 maj - 14 maj 1990 - Mexiko, Curaçao
48. 25 maj - 27 maj 1990 - Malta
49. 1 september - 10 september 1990 - Luqa (Malta), Tanzania, Burundi, Rwanda, Yamoussoukro (Elfenbenskusten)
50. 5 maj - 13 maj 1991 - Portugal
51. 1 juni - 9 juni 1991 - Polen
52. 13 augusti - 20 augusti 1991 - Częstochowa (Polen), Ungern
53. 12 oktober - 21 oktober 1991 - Brasilien
54. 19 februari - 26 februari 1992 - Senegal, Gambia, Guinea
55. 4 juni - 10 juni 1992 - Angola, São Tomé och Príncipe
56. 9 oktober - 14 oktober 1992 - Dominikanska republiken
57. 3 februari - 10 februari 1993 - Benin, Uganda, Khartoum (Sudan)
58. 25 april 1993 - Albanien
59. 12 juni - 17 juni 1993 - Spanien
60. 9 augusti - 16 augusti 1993 - Jamaica, Mérida (Mexiko), Denver (USA)
61. 4 september - 10 september 1993 - Litauen, Lettland, Estland
62. 10 september - 11 september 1994 - Zagreb (Kroatien)
63. 11 januari - 21 januari 1995 - Manila (Filippinerna), Port Moresby (Papua Nya Guinea), Sydney (Australien), Colombo (Sri Lanka)
64. 20 maj - 22 maj 1995 - Tjeckien, Polen
65. 3 juni - 4 juni 1995 - Belgien
66. 30 juni - 3 juli 1995 - Slovakien
67. 14 september - 20 september 1995 - Yaoundé (Kamerun), Johannesburg (Sydafrika), Nairobi (Kenya)
68. 4 oktober - 9 oktober 1995 - Newark, East Rutherford, New York, FN, Yonkers, Baltimore (i USA)
69. 5 februari - 12 februari 1996 - Guatemala, Nicaragua, El Salvador, Venezuela
70. 14 april 1996 - Tunisien
71. 17 maj - 19 maj 1996 - Slovenien
72. 21 juni - 23 juni 1996 - Tyskland
73. 6 september - 7 september 1996 - Ungern
74. 19 september - 22 september 1996 - Frankrike
75. 12 april - 13 april 1997 - Sarajevo (Bosnien-Hercegovina)
76. 25 april - 27 april 1997 - Tjeckien
77. 10 maj - 11 maj 1997 - Beirut (Libanon)
78. 31 maj - 10 juni 1997 - Polen
79. 21 augusti - 24 augusti 1997 - Paris (Frankrike)
80. 2 oktober - 6 oktober 1997 - Rio de Janeiro (Brasilien)
81. 21 januari - 26 januari 1998 - Kuba
82. 21 mars - 23 mars 1998 - Nigeria
83. 19 juni - 21 juni 1998 - Österrike
84. 2 oktober - 4 oktober 1998 - Kroatien
85. 22 januari - 28 januari 1999 - St. Louis (USA), Mexiko
86. 7 maj - 9 maj 1999 - Rumänien
87. 5 juni - 17 juni 1999 - Polen
88. 19 september 1999 - Slovenien
89. 5 oktober - 9 oktober 1999 - New Delhi (Indien), Georgien
90. 24 februari - 26 februari 2000 - Sinaihalvön (Egypten)
91. 20 mars - 26 mars 2000 - Jordanien, Västbanken, Israel
92. 12 maj - 13 maj 2000 - Fátima (Portugal)
93. 5 maj - 9 maj 2001 - Malta, Grekland, Syrien
94. 23 juni - 27 juni 2001 - Ukraina, bland annat Babij Jar
95. 22 september - 27 september 2001 - Kazakstan, Armenien
96. 22 maj - 26 maj 2002 - Azerbajdzjan, Bulgarien
97. 23 juli - 2 augusti 2002 - Kanada, Guatemala (bland annat Antigua Guatemala), Mexiko
98. 18 augusti - 19 augusti 2002 - Polen
99. 3 maj - 4 maj 2003 - Spanien
100. 5 juni - 9 juni 2003 - Kroatien
101. 22 juni 2003 - Bosnien-Hercegovina
102. 11 september - 14 september 2003 - Slovakien
103. 5 juni 2004 - Schweiz
104. 14 augusti - 15 augusti 2004 - Lourdes (Frankrike)